# 五線譜のメッセージ
『五線譜のメッセージ』（ごせんふのメッセージ）は、崎谷健次郎の通算11枚目のオリジナル・アルバム。2013年10月16日に発売された。

## 解説

### 作品構成
- プロデュースは、崎谷健次郎。
- 新曲12曲とファン投票で選曲されたリアレンジ1曲で構成されている。
- 全曲のプログラミング、キーボード、ボーカル、コーラスは、崎谷健次郎。

- 五線譜のメッセージ

「コンセプトは、今生きている全ての人によるパレード、人間賛歌」。
音楽は「百年前と現代を行ったり来たり、グレン・ミラースタイルのジャズとレトロシンセサイザーが描くピアノポップ。」
PVが制作され、CDジャケットにも使用された写真とアニメーションとのコラボとなっている。
2013年12月20日、TOKYO MXの音楽番組『うたなび!』でPVが放映された。
クラリネットは、谷口栄治。
- HIGHER

「70年代のエッセンスと今のエレクトロなリズム」による「アッパーなビートエレクトロファンクナンバー」。
ヴァイオリンは須磨和声、ギターは石成正人。
- 太陽にあふれて

「乗りのいいラウンジビートとラテン的な切ない曲」。
2012年5月18日、東京で開催されたライヴ"Feel the Breeze 〜Friday night special〜"で、初めて披露された。
ヴァイオリンは、須磨和声。
- 記憶の悪戯

「ふと昔の恋愛を思い出してみたという歌」。「70年代初期のスティーヴィー・ワンダーのサウンドを彷彿とさせるスムーズなR&Bナンバー。」
2013年6月1日、東京で開催されたファン・ミーティング"Fanclub Members Party Lunch time Cafe 〜TEA PARTY&LIVE〜"で、初披露された。
ギターは、Yas-Jun。
- Tokyo Aquarium

崎谷にとって「珍しいスローなR&Bナンバー。」
2009年5月13日、大阪・ビルボードライブ大阪で開催されたライヴ"MUSICA（ムジーカ）/rainy garden"で、初めて披露された。
サックスは、鈴木圭。
- Starting point

通算23枚目、デビュー25周年記念シングル表題曲。
「ポップス黄金期の香りを汲んだメロディーをと取り組んだバラード」。
2014年6月20日、TOKYO MXテレビ『うたなび!』では、東京・パークホテル東京にて開催された"ART colours Live2014 vol.5　〜Blossom〜"での歌唱が放映された。
ヴァイオリンは、須磨和声。
- Colours of life

通算23枚目のシングル収録曲。
「アジアを想わせる旋律と二胡の使用」と「意外性のある転調」の和風楽曲。
ヴァイオリンは須磨和声、ギターはYas-Jun。
- すべて、ひとつの愛に

通算22枚目のシングル表題曲。
「地に足を付けて明日を想うことを語りかける曲」。
2nd.カバーアルバム『COVERS 〜FOR TIMES〜』には、「すべて、ひとつの愛にmusic box ver.」として、オルゴールバージョンが制作、録音されている。
ヴァイオリンは須磨和声、ギターはYas-Jun。
- Night Flight

「クラブビートにウッドベース、今までほとんどやってこなかったタイプの Jazzyなムードの曲」。
ヴァイオリンは須磨和声、ギターは石成正人。
- 愛がことばだけではないことを

2012年2月23日、東京・南青山マンダラにて開催された松井五郎主催のライヴ"Goro Matsui SONG BOOKS vol.2"を契機に、希望と友愛をテーマにしたギターポップ。会場で初めて披露された。
ギターは、Yas-Jun。
- 風を抱きしめて

通算5枚目のシングル表題曲。シンセポップなオリジナルに対し、温かなバンドサウンドにリアレンジしている。「ファンの間で人気の高い曲をセルフカバー」。
ヴァイオリンは須磨和声、ギターはYas-Jun。
- 森の陽は魚を映す

「今の日本人が胸にもやもやしている見えない影を洗い流すような曲」。
2013年6月1日、東京で開催されたファン・ミーティング"Fanclub Members Party Lunch time Cafe 〜TEA PARTY&LIVE〜"で、初披露された。
チェロは四家卯大、ヴァイオリンは沖祥子。
- Fine after rain〜雨のち晴れ〜

通算23枚目のシングル収録曲。
「人生、雨のち晴れ、ケセラセラでいい」曲。
チェロは四家卯大、ヴァイオリンは須磨和声、ギターは福原将宜。

### 作品制作
- アルバム・コンセプトについて崎谷は、「愛や優しさを失いやすい時代。明日を見つけることに戸惑う。でも、今まで生きてきた自分を振り返るならそこには道があり、揺らがないオリジナルな人生がある。自分でいたらいい、誰にもならなくていい。向かう先の答えはこの胸の中にある。」「「ガンバレ」「説教」や「ありがとう」ではなく、同じ景色を見てきた同世代に共感してもらえる言葉を歌うことで、答えを探し、乗り越えて行ける」「ポジティブなエネルギーを感じられるアルバム」[15][16]としている。
- キャッチフレーズは、「東京の空にかかる虹が五線譜になった　ラブソングがくれる思い出は慰め、そして明日への夢となる」[17]。
- スタジオSOUND ARTS、スタジオPLANET KINGDOM、GINZA RECORDSにて、収録された。レコーディング・エンジニアはタモトマサヒロ、サイトウカズオである。ミキシング・エンジニアは小杉麻樹、鶴田直也、遠山真之。マスタリング・エンジニアは原田光晴である。
- CDジャケットは、カラー刷りブックレット20ページ。表紙は東京駅辺りの街並み上方に拡がる青空を背景に立つ崎谷が右手からメロディーを放ち、裏表紙では鍵盤を弾いている姿のイラストを水野歌が描いている[18]。タイトルデザインも手掛けている。デザイン・アートワークコーディネーションは神戸菜美子。ヘア・メイクアップ、フォトグラフは河内正澄。ヘア・スタイリストは千田拓児である。
- 2011年8月、制作開始。2013年6月、東京・芝パークホテル別館Bar Fifteenでのファンクラブ会員限定ライヴで、ファン投票で最も好きな曲をアルバムに収録する意向を発表する。7月、2年がかりで音源完成。

### 作品寸評
- CDジャーナルによれば、「感動的なラヴ・バラードからエレクトロ・ファンクまで、彼の多彩な魅力が存分に堪能できる仕上がり。」[19]「バラエティ豊かで良質なメロディと、本人や松井五郎などによる苦味の効いた歌詞が巧みに溶け合ったアダルトなラブ・ソングを聴かせる。」[20]と高評している。

## 収録曲
1. 五線譜のメッセージ
作詞 / 作曲 / 編曲：崎谷健次郎
2. HIGHER
作詞 / 作曲 / 編曲：崎谷健次郎
3. 太陽にあふれて
作詞：田口俊、作曲 / 編曲：崎谷健次郎
4. 記憶の悪戯
作詞：Kenn Kato、作曲 / 編曲：崎谷健次郎
5. Tokyo Aquarium
作詞：田口俊、作曲 / 編曲：崎谷健次郎
6. Starting point
作詞：松井五郎、作曲 / 編曲：崎谷健次郎
7. Colours of life
作詞 / 作曲 / 編曲：崎谷健次郎
8. すべて、ひとつの愛に
作詞：松井五郎、作曲 / 編曲：崎谷健次郎
9. Night Flight
作詞：Kenn Kato、作曲 / 編曲：崎谷健次郎
10. 愛がことばだけではないことを
作詞：松井五郎、作曲 / 編曲：崎谷健次郎
11. 風を抱きしめて
作詞：有木林子、作曲 / 編曲：崎谷健次郎
12. 森の陽は魚を映す
作詞 / 作曲 / 編曲：崎谷健次郎
13. Fine after rain〜雨のち晴れ〜
作詞：Kenn Kato、作曲 / 編曲：崎谷健次郎